# Fortis Inc.
Fortis Inc. er en canadisk energikoncern med hovedkvarter i St. John's, Newfoundland og Labrador. De ejer og driver el- og gasforsyning i Nordamerika. Fortis blev etableret i 1987.